# زارمرسباخ
زارمرسباخ (به آلمانی: Sarmersbach) یک شهر در آلمان است که در فولکانایفل واقع شده‌است. زارمرسباخ ۱۹۵ نفر جمعیت دارد.